# Žodžiai į tylą
A Žodžiai į tylą a Foje nevű litván együttes második stúdióalbuma, amely 1990-ben jelent meg a Szovjetunióban.

## Dalok

### Első oldal
1. Žodžiai į tylą
2. Krantas
3. Kita diena
4. Mes visi

### Második oldal
1. Aš čia esu
2. Geltoni krantai
3. Paskutinė žiema
4. Tu krenti
5. Tamsoje